# شواهد جرم‌شناسی رد کفش

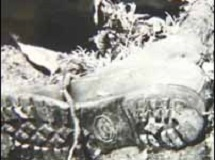
عکس صحنه جرم یک قربانی قتل که در سال ۱۹۷۳ در کانزاس پیدا شد

شواهد جرم‌شناسی رد کفش (انگلیسی: Forensic footwear evidence) را می‌توان در طی مراحل قانونی برای کمک به اثبات این‌که رد یک کفش در صحنه جرم موجود بوده، استفاده کرد. شواهد کفش فراوان‌ترین شواهد در صحنه جرم است و در برخی موارد می‌تواند به اندازه اثر انگشت خاص باشد. در ابتدا کارشناسان به دنبال شناسایی سازنده و مدل کفش یا شکل پای کسی که آن را پوشیده هستند. این کار را می‌توان به‌صورت بصری یا با مقایسه شواهد موجود در پایگاه داده انجام داد. هر دو روش بر روی تشخیص علائم برند یا لوگو سازنده تمرکز دارند. اطلاعات مربوط به کفش را می‌توان از تجزیه و تحلیل الگوهای سایش که به زاویه پا و توزیع وزن بستگی دارد، به‌دست‌آورد. هر کفش دارای ویژگی‌های منحصربه‌فردی است.

## انواع شواهد رد کفش
شواهد کفش می‌تواند حداقل به سه شکل باشد، آثار زیره کفش، آثار کفی کفش و شواهد باقی‌مانده روی کفش.

### آثار زیره کفش
آثار زیره کفش آثاری هستند که در اثر تماس کفش با یک سطح یا شیء روی آن ایجاد می‌شوند. این آثار را می‌توان روی زمین یا جاهایی که افراد روی آن پا می‌گذارند، بر روی درها یا دیوارها یافت. کسی که چیزی را لگد می‌کند یا از روی دیوار بالا می‌رود، یا به فرد دیگری لگد می‌زند، آثاری از کفش خود را باقی می‌گذارد.

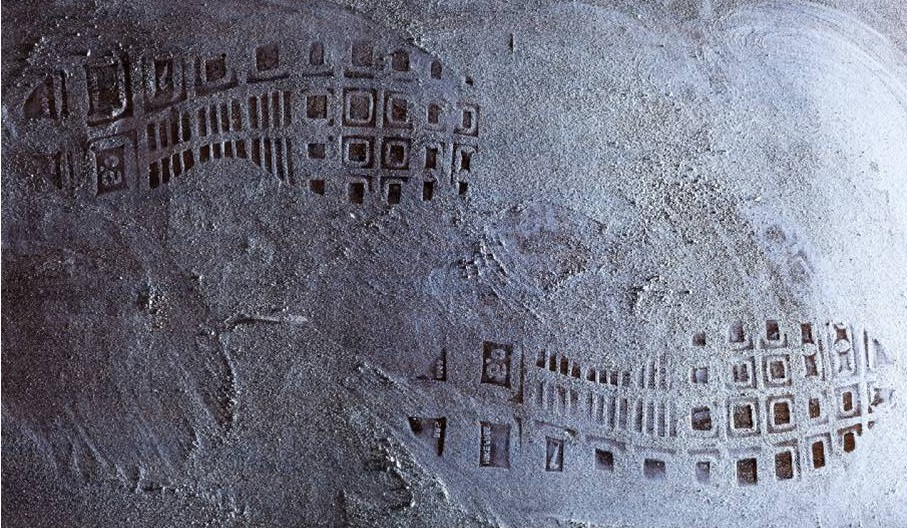
رد کفش‌هایی که روی سطحی پوشیده از گرد و خاک باقی مانده است

همچنین می‌تواند روی سطوح مختلف مانند کاشی‌های کف، بتن یا حتی فرش، آثاری وجود داشته باشد که به‌راحتی با چشم غیرمسلح قابل مشاهده نیست. تشخیص ممکن است نیاز به استفاده از منابع نور اضافی مانند نور فرابنفش داشته باشد. بازیابی آثار گاهی با عکاسی و نمودار کردن گرد و غبار انجام شود.

### آثار کفی کفش
اثر پای شخص روی کفی (داخل) کفش باقی می‌ماند. به‌دلیل عرق و کثیفی پا، اثری از پا روی کفی کفش نقش می‌بندد. اندازه و چینش اثر انگشت پا را می‌توان برای تعیین این‌که آیا فرد یک کفش پوشیده است یا خیر استفاده کرد. تجزیه و تحلیل و مقایسه رد پاها بخشی از رشته پزشکی قانونی پا است. کفی یک تصویر مجازی از اثر پای برهنه پای پوشنده را نشان می‌دهد. این اثر را می‌توان با چاپ واقعی پای برهنه صاحب کفش مقایسه کرد. سپس می‌توان از یک اسکن سطح نوری سه‌بعدی برای ساخت مدلی از خود پا استفاده کرد. این روش در جمع‌آوری و شناسایی شواهد قانونی مفید است.

### شواهد باقی‌مانده روی کفش
شواهد باقی‌مانده روی کفش، شواهدی است که از کفش استخراج می‌شود. انواع شواهد باقی‌مانده که می‌توان آن‌ها را پیدا کرد شامل پوست، تکه‌های شیشه، موهای بدن، الیاف لباس یا فرش، ذرات خاک، گرد و غبار و مایعات بدن است. مطالعه این شواهد باقی‌مانده می‌تواند برای پیوند دادن یک کفش به یک مکان یا صاحب کفش استفاده شود. دی‌ان‌ای می‌تواند یکی از عوامل کمک‌کننده در شواهد جرم‌شناسی رد کفش باشد.

## تشخیص شواهد کفش

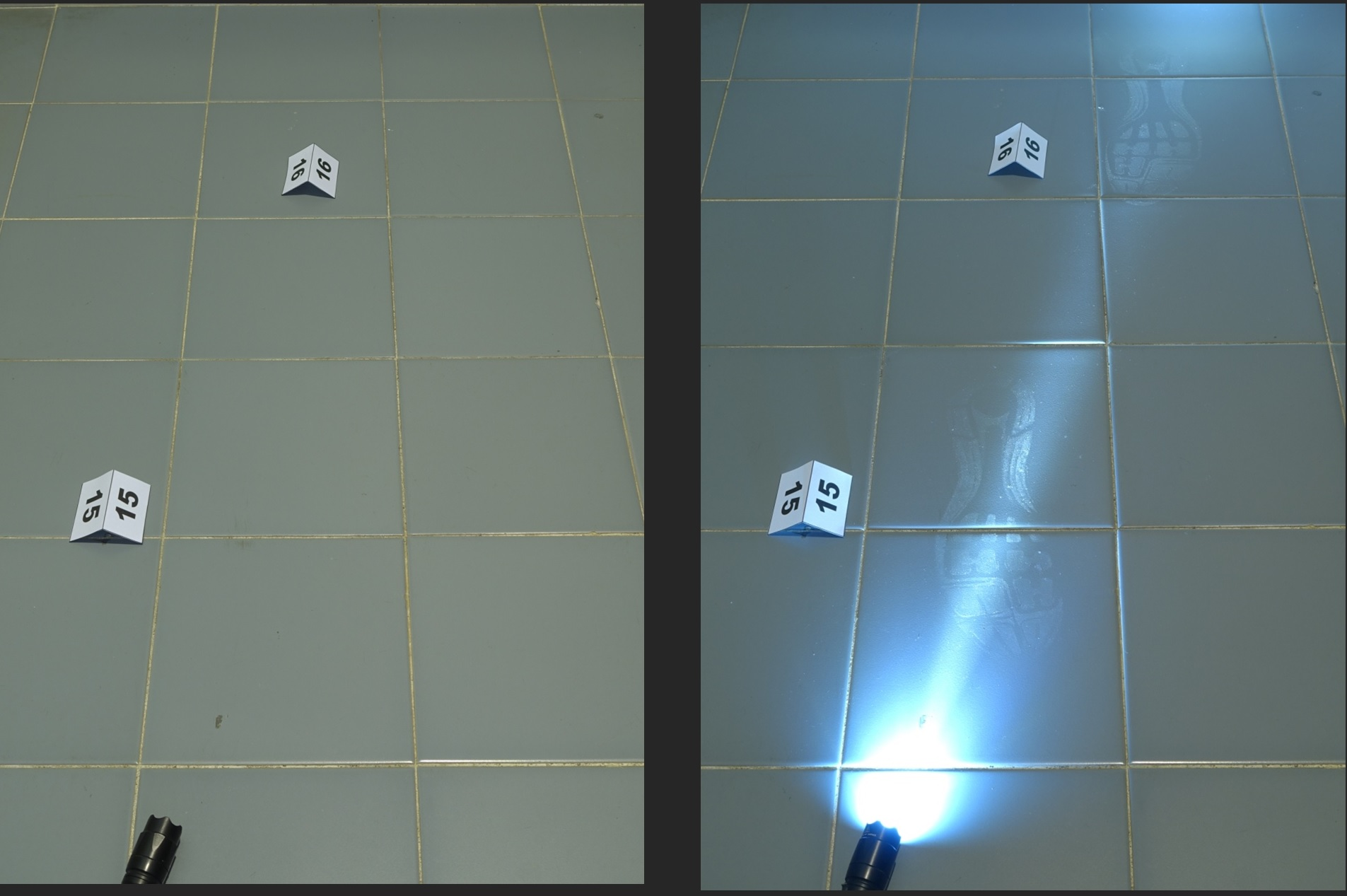
رد کفش با نور مایل آشکار می‌شود

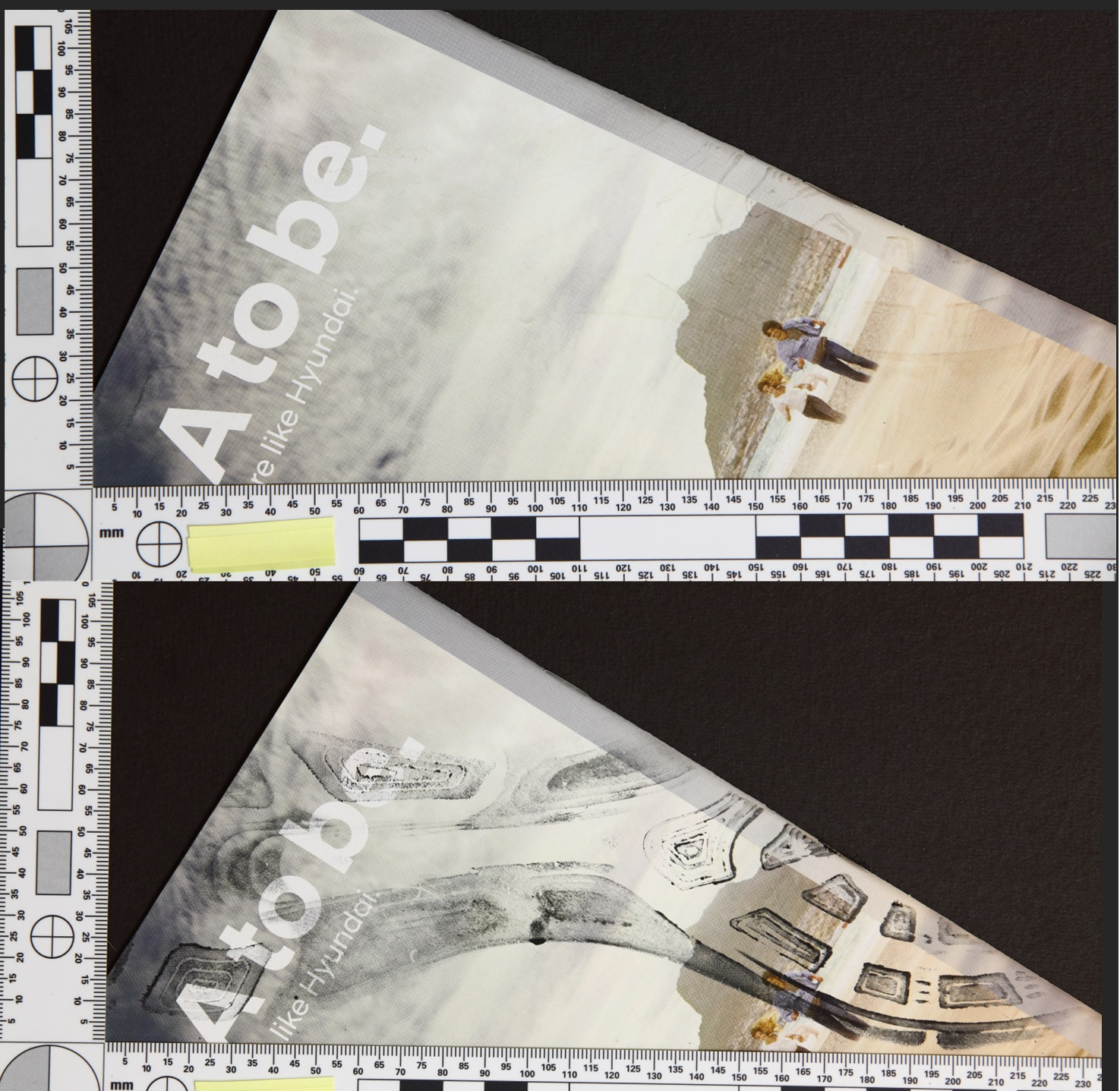
جزئیات رد کفش با پودر اثر انگشت

رد کفش‌ها را می‌توان با روش‌های مختلفی تشخیص داد، از جمله:
- بررسی بصری با استفاده از نور طبیعی یا مصنوعی.
- استفاده از منابع نور مصنوعی برای تاباندن نور مورب، کواکسیال و پلاریزه برای تشخیص تأثیرات مرئی و پنهان.
- استفاده از دستگاه‌های الکترواستاتیک برای برداشتن قالب‌های گرد و غبار.
- استفاده از پودر اثر انگشت برای نمایان شدن آثار نهفته
- استفاده از روش‌های تقویت فیزیکی یا شیمیایی برای ایجاد یا نمایان کردن رد کفش.

### منبع نور متناوب
منبع نور متناوب استفاده از نور سفید روشن، مانند چراغ قوه، برای دیدن بهتر آثار گرد و غبار روی زمین است. منبع نور متناوب معمولاً با اعمال نور مایل در ناحیه‌ای از کف استفاده می‌شود تا ردپاهایی که قرار است دیده شوند راحت‌تر شناسایی شوند.

### پودر اثر انگشت
مشابه استفاده از پودر اثر انگشت در تجزیه و تحلیل اثر انگشت، پودر اثر انگشت زمانی استفاده می‌شود که به جای گرد و غبار یا کثیفی عادی، رد پایی نهفته که ممکن است روی روغن تشکیل شده باشد، استفاده می‌شود. استفاده از پودر اثر انگشت به تحلیلگر این امکان را می‌دهد که به‌راحتی اثر را پیدا کند و ویژگی‌های رد را شناسایی کند.

### سایر روش‌های ظهور
در مورد ظهور رد پا، گاهی از رنگ‌های اسپری نیز استفاده می‌شود تا جزئیات اثر را بهتر ببینند، به‌خصوص در موارد اثر پا در برف.

## بازیابی شواهد رد کفش
شواهد رد کفش آثاری است که از کفش‌ها در سطوح نرم مانند گل و لای یا رسوبات گرد و غبار باقی می‌ماند. اغلب تشخیص رسوبات گرد و غبار برای چشم انسان دشوار است. در صحنه‌های جنایات خشن، می‌توان ردپایی را در اثر ایستادن یک فرد در خون و متعاقباً دنبال کردن آن در حین حرکت در صحنه مشاهده کرد. بازیابی شواهد رد کفش شامل تثبیت و ربایش و قالب‌گیری آثار برای حفظ جزئیات رد و استفاده برای تجزیه و تحلیل و مقایسه بیشتر است.

### ربایش
آثار کفش را می‌توان با ابزارهایی مانند ربایش‌گر چسبی، ربایش‌گر ژلاتینی یا دستگاه‌های ربایش الکترواستاتیک از روی سطوح برداشت. این روش‌ها مشابه روش برداشتن اثر انگشت هستند که با استفاده از یکی از روش‌های ذکرشده قبلی ثبت می‌شوند و سپس روی یک کارت با زمینه سیاه یا سفید (بسته به رنگ لایه چاپی) قرار می‌گیرند تا جزئیات اثر بهتر دیده شود و شواهد حفظ شود. ربایش‌گر ژلاتینی ورق‌های ژلاتینی انعطاف‌پذیر ساخته‌شده از ژلاتین هستند که به همان روش ربایش‌گر چسب بر روی قالب دوبعدی قرار می‌گیرند و سپس توسط ورق پلاستیکی با ربایش‌گر ژلاتینی پوشانده می‌شوند. در ربایش‌گر الکترواستاتیکی از جریان ولتاژ بالا بر روی صفحه ربایش، برای بلند کردن عناصر رد بدون ایجاد مزاحمت استفاده می‌شود، و به‌دنبال آن رد از صفحه ربایش‌گر به ربایش‌گر ژلاتینی یا ربایش‌گر چسب منتقل می‌شود.

### قالب‌گیری
شواهد به‌جا مانده از رد کفش را می‌توان با استفاده از گچ قالب‌گیری یا سنگ دندان بازیابی کرد. در ابتدا رد کفش با قاب‌بندی محدوده رد با یک دیواره جامد جدا می‌شود. سپس مخلوط گچ به آرامی در داخل قالب ریخته می‌شود. بهترین روش قالب‌گیری مستقیم مواد روی رد کفش نیست. در برخی موارد که سطح برای قالب‌گیری مناسب نیست، می‌توان از تکنیک‌های قبلی برای به دست آوردن قالب بهتر استفاده کرد.

## نگارخانه

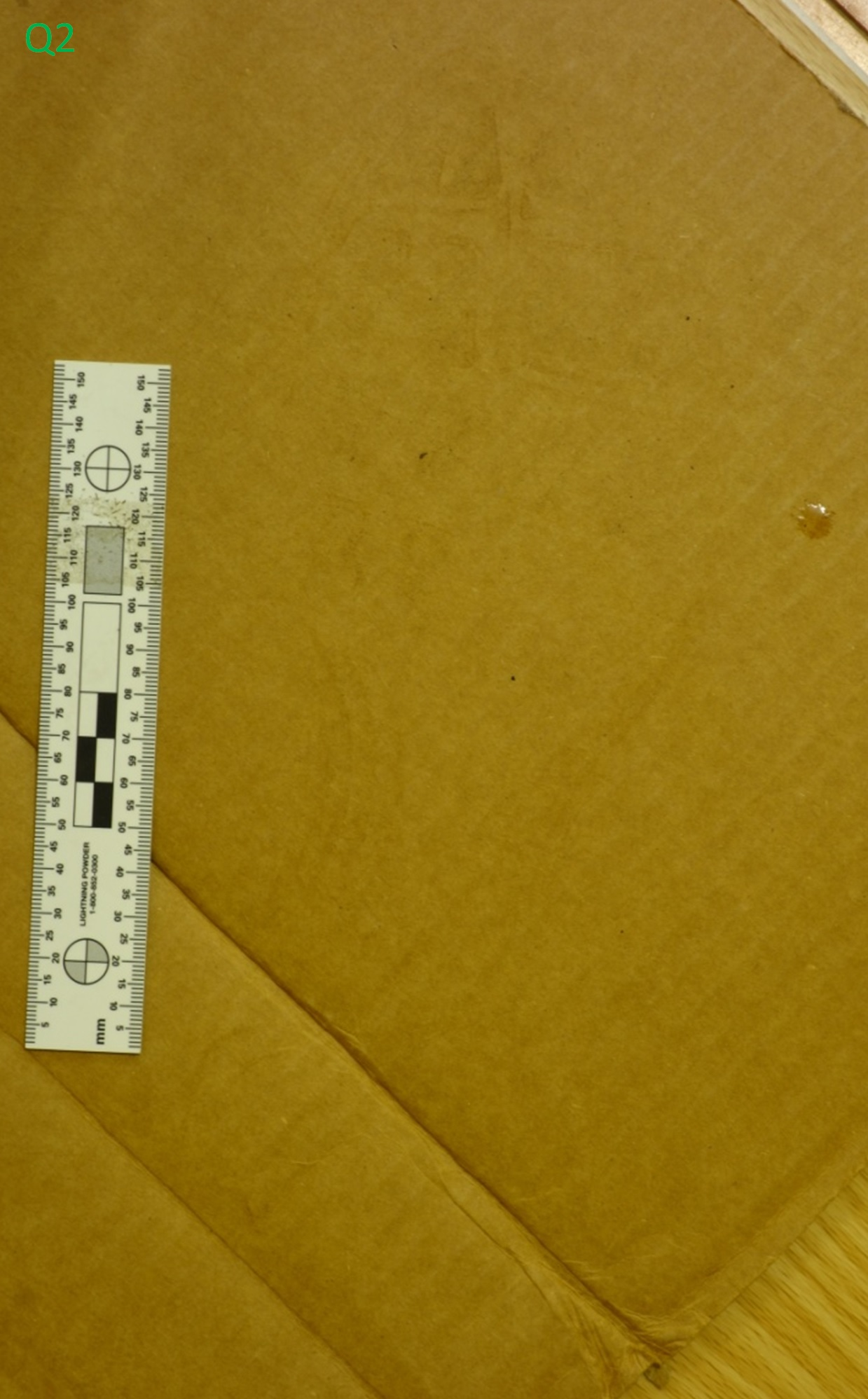
رد پنهان کفشی که در صحنه جرم پیدا شده است
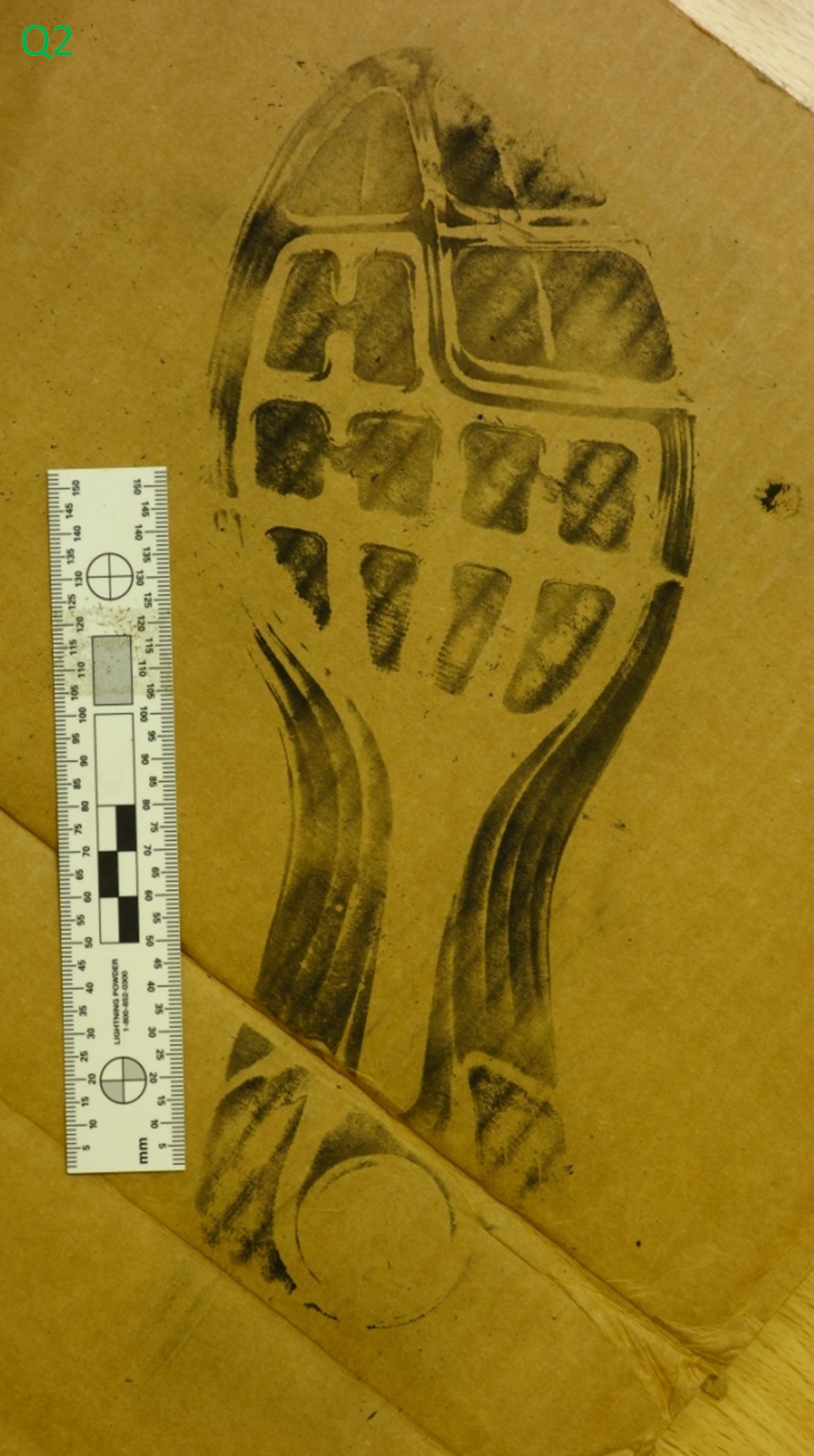
رد پنهان کفش پس از آشکارسازی با پودر اثر انگشت
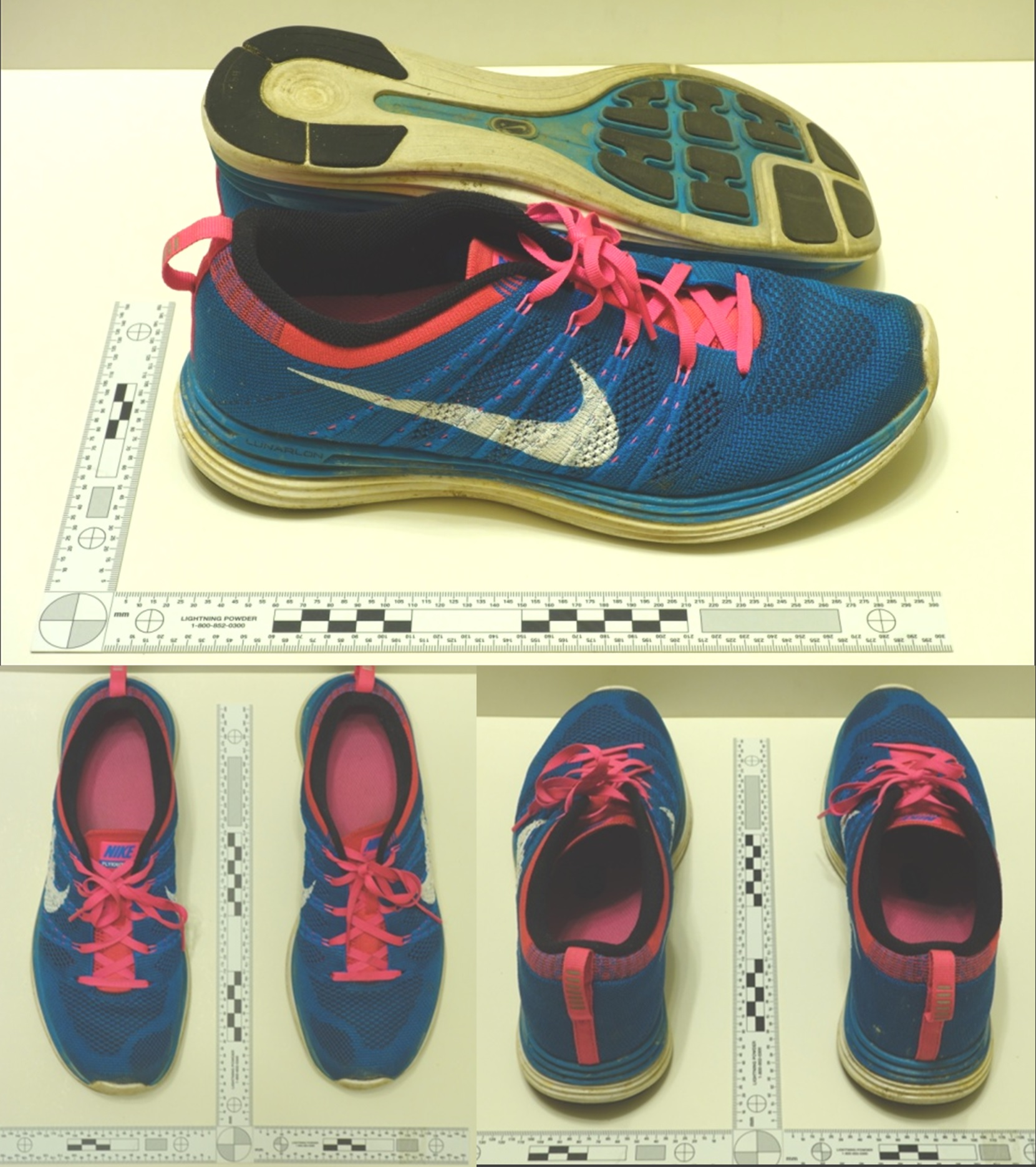
کفش یک مظنون ۱
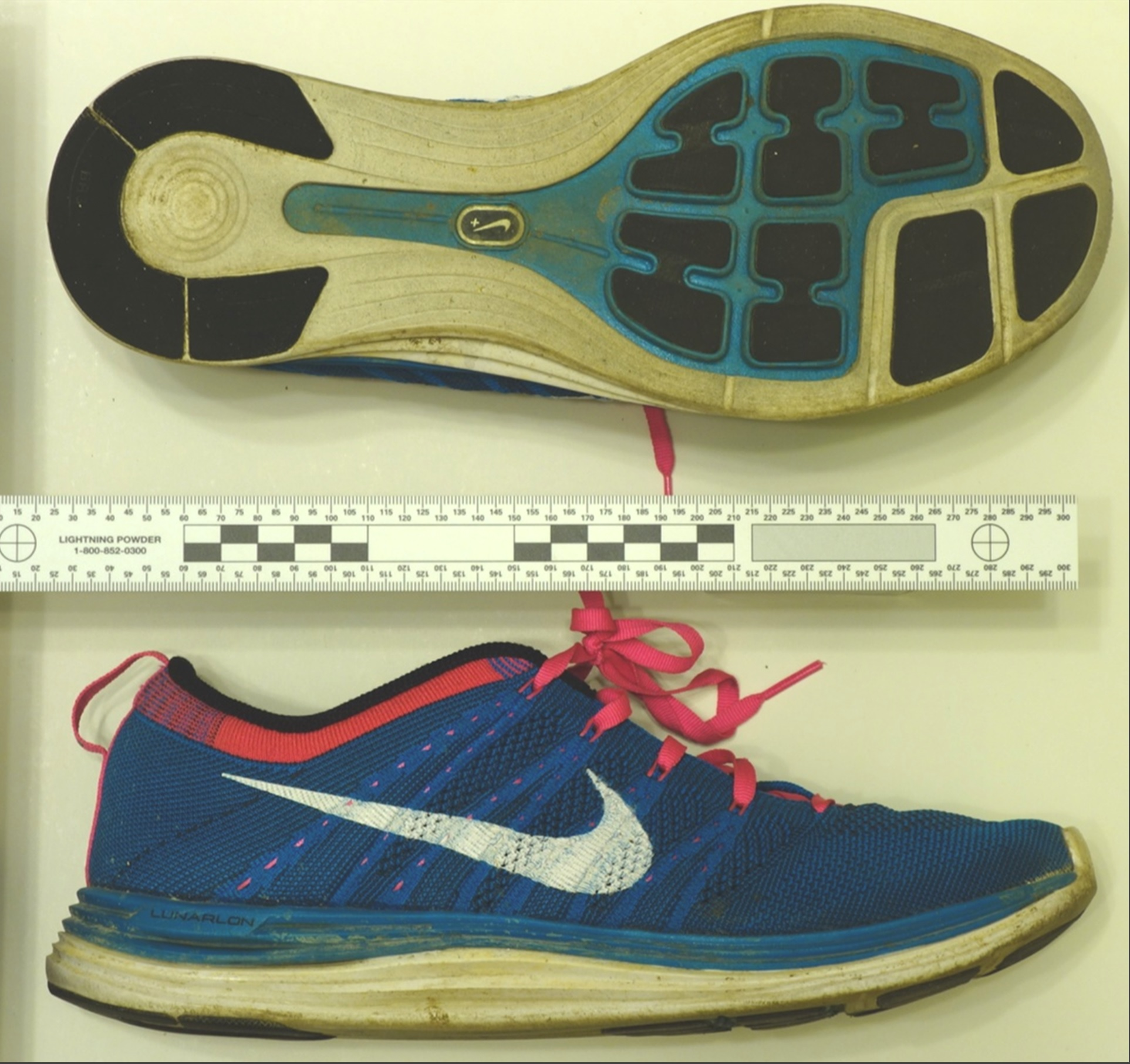
کفش یک مظنون ۱
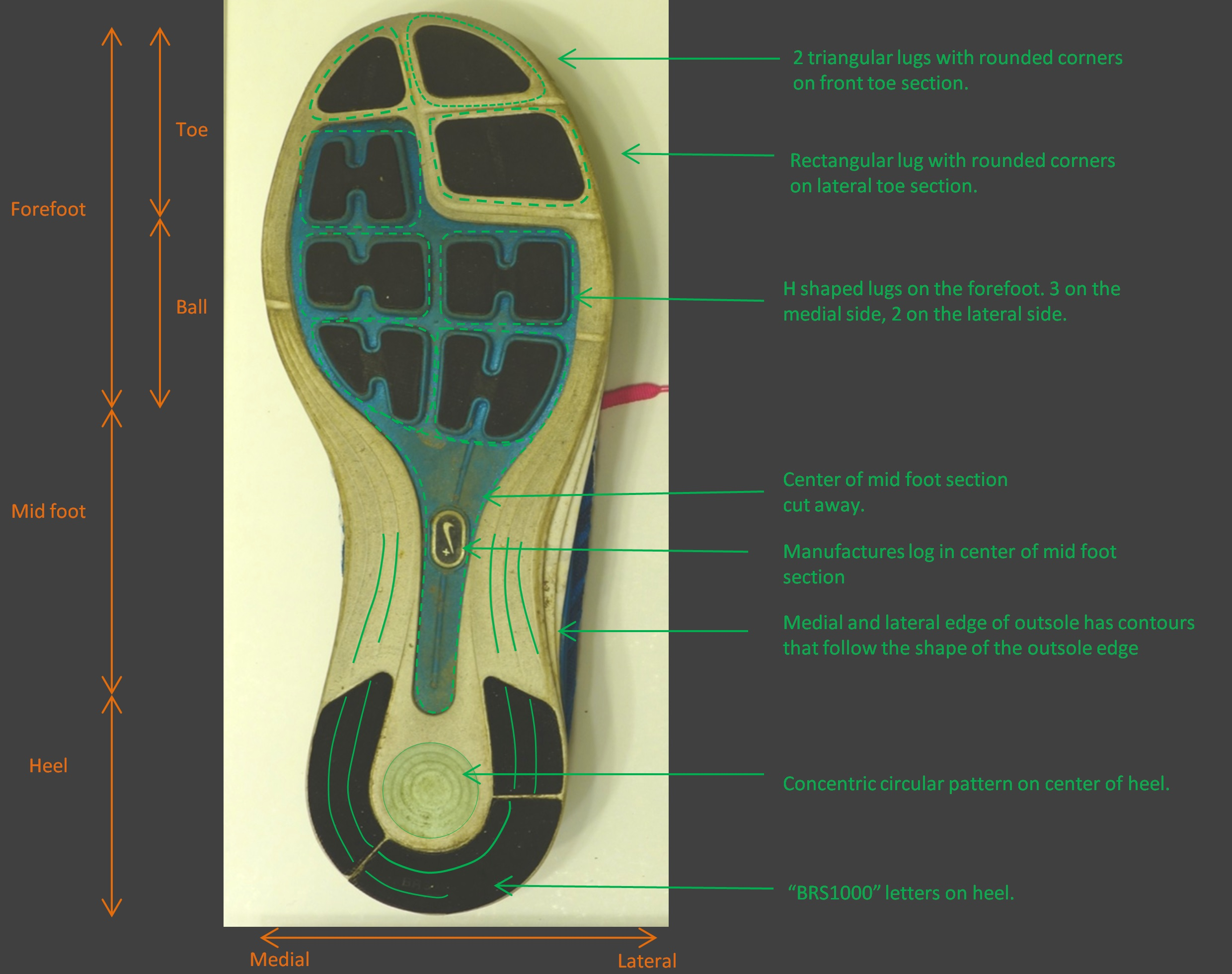
ویژگی‌های کلاس کفش مشکوک
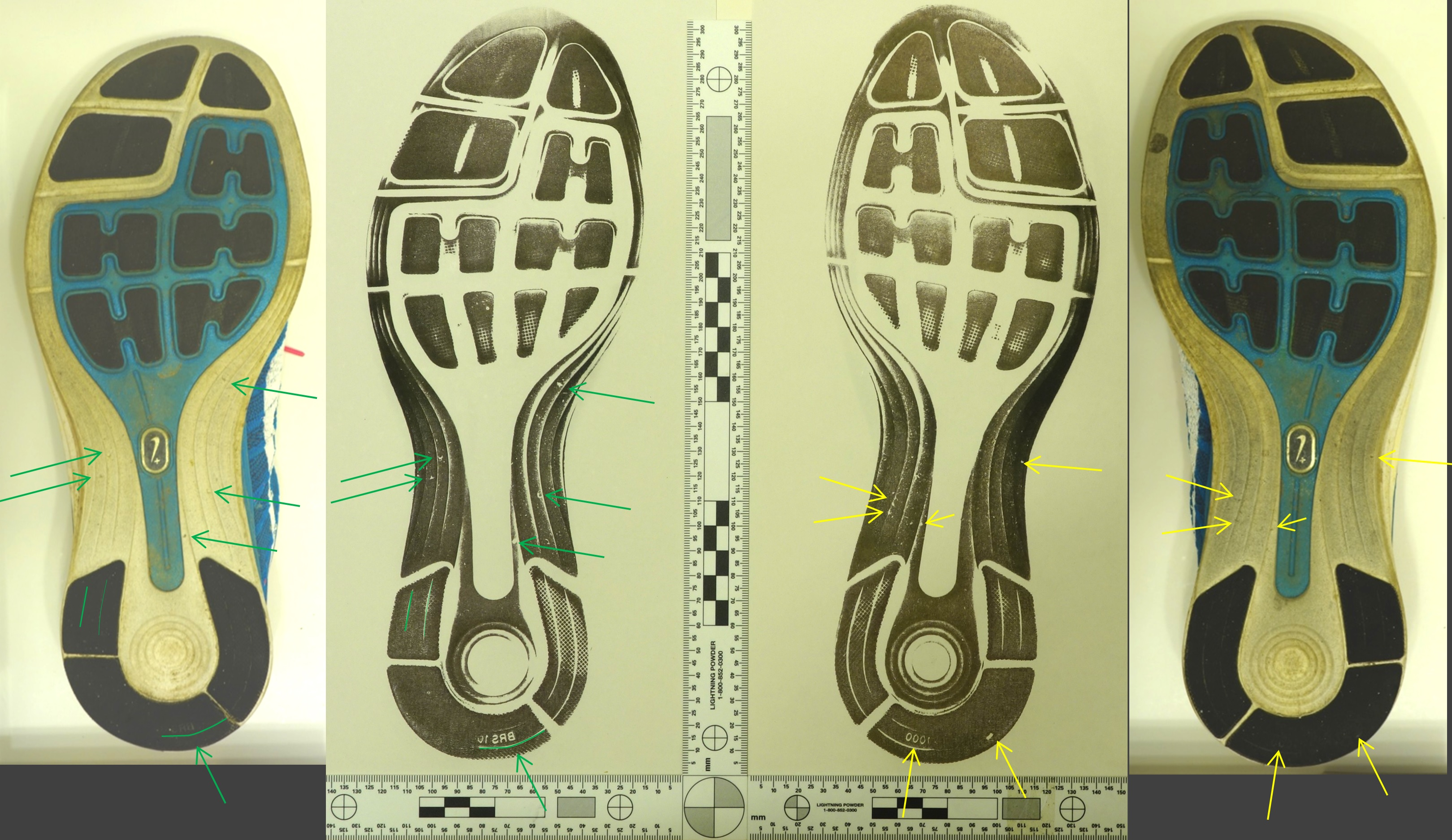
کفش مشکوک با ویژگی‌های منحصربه‌فردش برچسب گذاری شده است
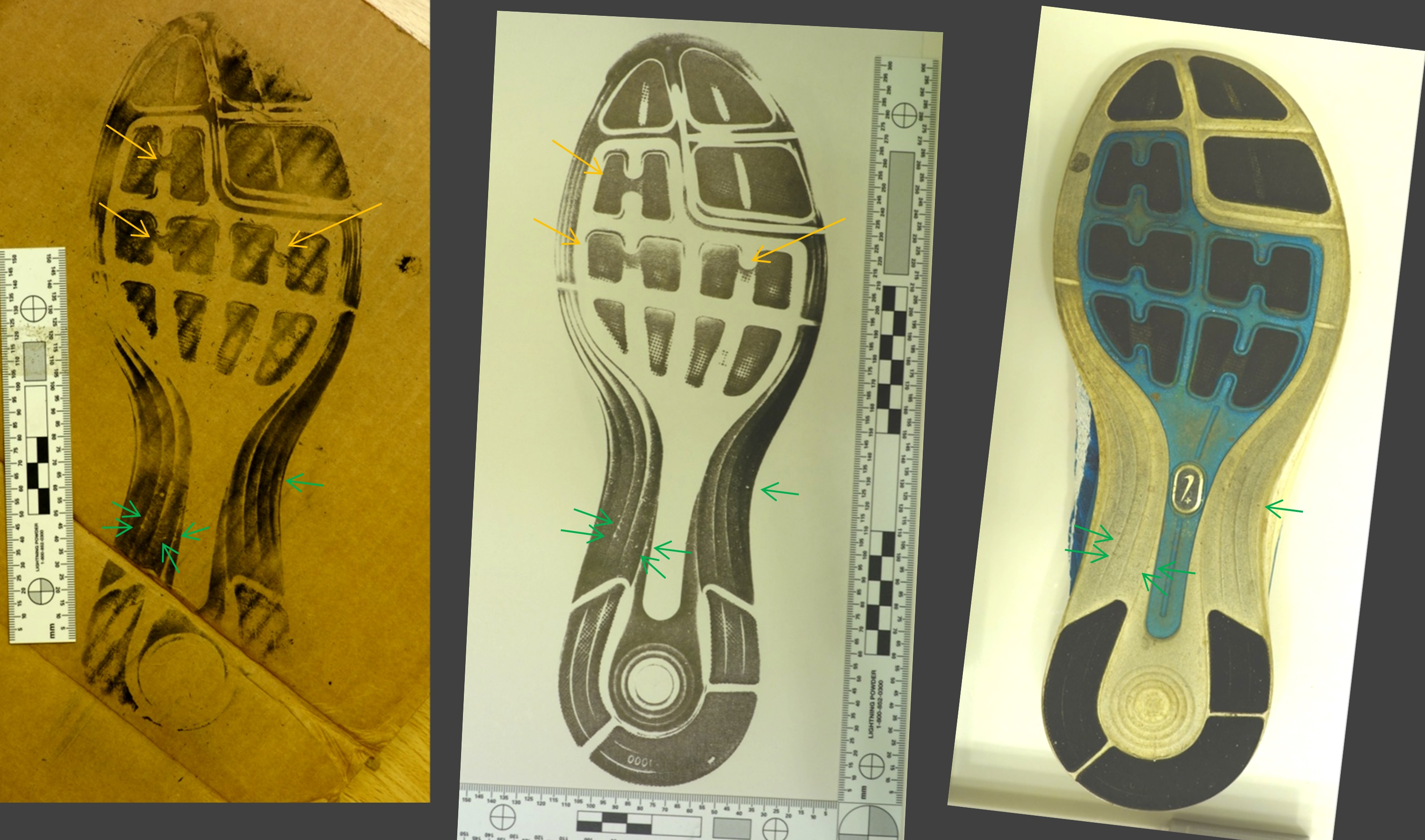
مقایسه رد کفش مظنون در صحنه جرم
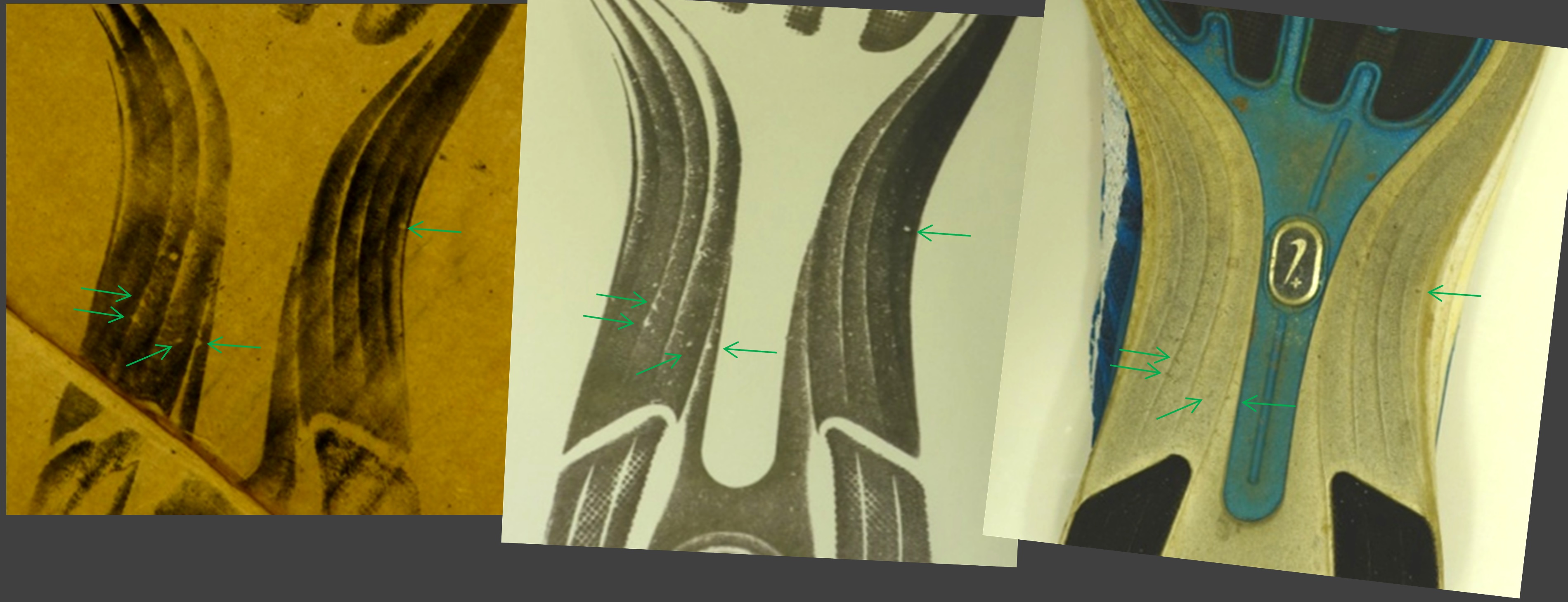
مقایسه رد کفش صحنه جرم با کفش مظنون